# Frontier Works
Frontier Works, Inc. (株式会社フロンティアワークス Kabushiki Gaisha Furontia Wākusu) là một công ty Nhật Bản chuyên sản xuất và phân phối các loại hình truyền thông liên quan đến anime, chẳng hạn như OVA, drama radio, drama CD, soundtrack anime, và các sản phẩm liên quan khác. Công ty được thành lập vào tháng 8 năm 2002 và hiện tại là công ty con của Animate.

## Tham gia sản xuất

### Anime
- AIR
- Binbō Shimai Monogatari
- Comic Party
- Esper Mabi
- Gun Parade March: Arata Naru Kōgen Uta
- Hetalia: Axis Powers
- Higurashi no Naku Koro ni
- Jewelpet
- Karin
- Maria-sama ga Miteru
- Marmalade Boy
- Matantei Loki Ragnarok
- No-Rin
- Papuwa
- Saiunkoku Monogatari
- Saiyuki Reload
- tactics
- The Mythical Detective Loki Ragnarok
- To Heart
- To Heart 2
- Tōtotsu ni Egypt Kami
- Tsuki wa Higashi ni Hi wa Nishi ni: Operation Sanctuary
- Wind: A Breath of Heart
- Zettai Muteki Raijin-Oh

### OVA
- Aki Sora
- Mizuiro
- Saint Beast
- Utawarerumono

Danh sách này không đầy đủ, bạn cũng có thể giúp mở rộng danh sách.

### Soundtrack
- Lucky Star
- Maria-sama ga Miteru 1
- Clannad Film Soundtrack

Danh sách này không đầy đủ, bạn cũng có thể giúp mở rộng danh sách.

### Drama CD
- Air
- DJCD Maria-sama ga Miteru
- Gakuen Sōsei Nekoten!
- Higurashi no Naku Koro ni
- Kamui
- Karneval Carnival
- Black Butler''
- Drama CD Lucky Star
- Maria Holic
- Sekirei Original Drama CD
- Pandora Hearts Drama CD
- Persona 3
- Persona 4
- Triggerheart Exelica Parallel Anchor
- Taishō Baseball Girls: Young Ladies Hiking
- Venus Versus Virus
- Yandere Kanojo

Danh sách này không đầy đủ, bạn cũng có thể giúp mở rộng danh sách.

### Tạp chí
- Daria[2]